# Thomas Steu
Thomas Steu (Bludenz, 2 settembre 1994) è uno slittinista austriaco, vincitore di due medaglie olimpiche a Pechino 2022: di bronzo nel doppio e d'argento nella gara a squadre, di due titoli iridati -uno nella staffetta mista doppio ed uno nella prova a squadre- e di due trofei di Coppa del Mondo.

## Biografia
Ha iniziato a gareggiare per la nazionale austriaca tanto nel singolo (dal 2010 al 2012) quanto nel doppio, disciplina nella quale si è poi specializzato facendo coppia con Lorenz Koller. Si è distinto nelle varie categorie giovanili vincendo la medaglia d'oro sia nel doppio che nella gara a squadre ai campionati mondiali juniores di Igls 2014 e due medaglie agli europei juniores, di cui l'argento vinto nel doppio a Sigulda 2014 e il bronzo a squadre ottenuto a Winterberg 2012. Steu ha vinto anche la medaglia di bronzo nella competizione a squadre ai Giochi olimpici giovanili invernali di Innsbruck 2012 e si è classificato al terzo posto finale della Coppa del mondo giovani nel 2010/11 nel singolo.

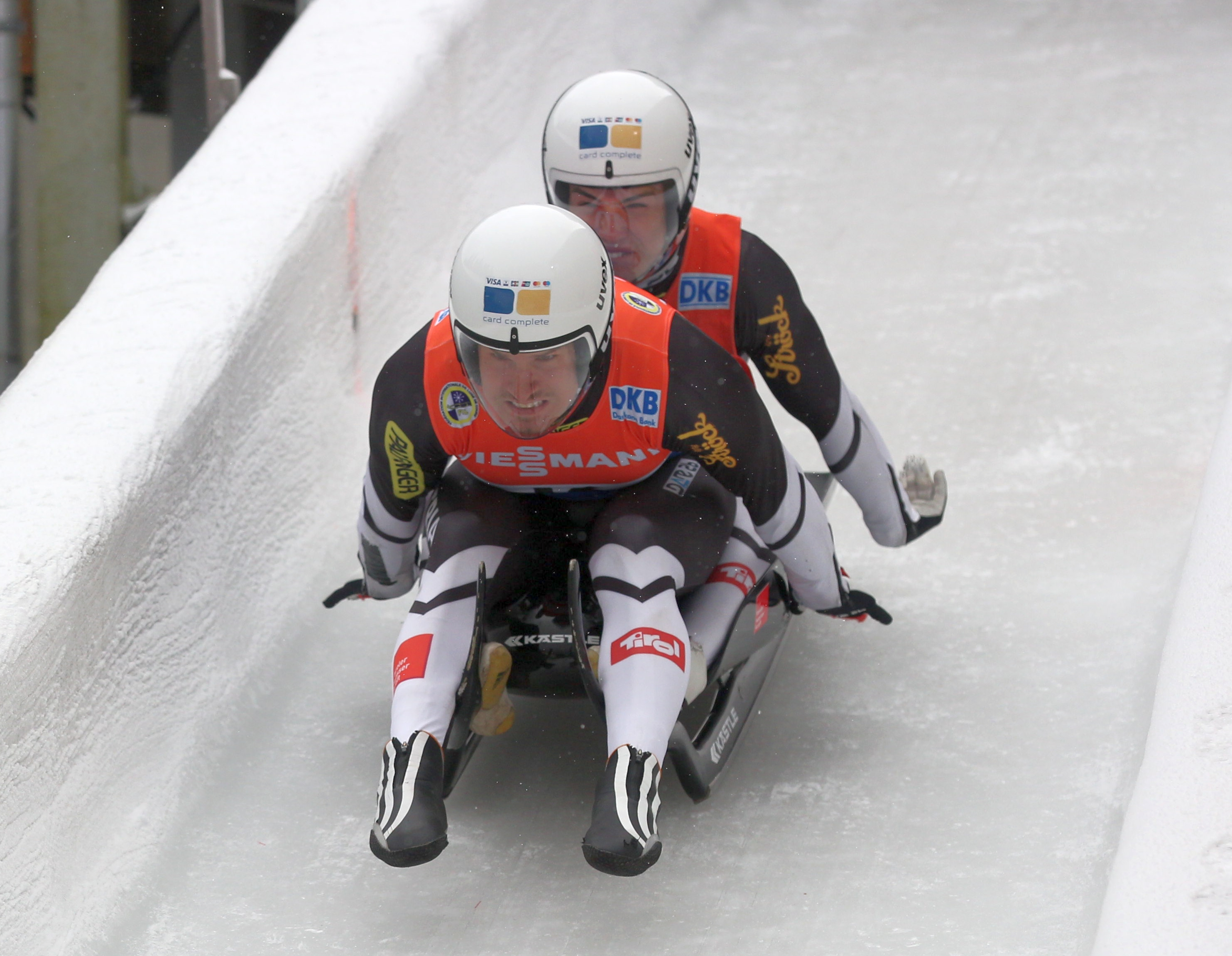
Steu (davanti) con Lorenz Koller in gara ad Altenberg nel 2017

A livello assoluto ha esordito in Coppa del Mondo nella stagione 2012/13, ha conquistato il primo podio il 21 febbraio 2016 nella gara a squadre a Winterberg (3ª) e la sua prima vittoria il 24 novembre 2018 a Igls nel doppio, ripetendosi poi il giorno successivo nella gara sprint. Ha trionfato in classifica generale nel 2020/21, vincendo in quella stessa stagione anche la Coppa del doppio sprint e il neonato trofeo del doppio "classico" (costituito dalle sole gare classiche senza quelle sprint).
Ha preso parte a due edizioni dei Giochi olimpici invernali: a Pyeongchang 2018 ha colto la quarta piazza nel doppio ed a Pechino 2022 ha ottenuto la medaglia di bronzo nella gara biposto e quella d'argento nella prova a squadre.
Ha preso parte altresì a cinque edizioni dei campionati mondiali conquistando un totale di quattro medaglie, di cui una d'oro. Nel dettaglio i suoi risultati nelle prove iridate sono stati, nel doppio: sedicesimo a Sigulda 2015, non ha portato a termine la gara a Schönau am Königssee 2016, decimo a Igls 2017 e medaglia di bronzo a Winterberg 2019 e sesto a Schönau am Königssee 2021; nel doppio sprint: sesto a Schönau am Königssee 2016, quarto a Igls 2017, medaglia di bronzo a Winterberg 2019 e quarto a Schönau am Königssee 2021; nelle prove a squadre: medaglia d'argento a Winterberg 2019 e medaglia d'oro a Schönau am Königssee 2021. Nell'edizione di Igls 2017 ha conseguito inoltre la medaglia d'oro nel doppio nella speciale classifica riservata agli under 23.
Nelle rassegne continentali, ha conquistato tre medaglie: una d'oro vinta nella gara a squadre a Lillehammer 2020 e due d'argento, una colta nella prova a squadre a Schönau am Königssee 2017 e l'altra vinta nel doppio nella stessa edizione del 2020.

## Palmarès

### Olimpiadi
- 2 medaglie:
  - 1 argento (gara a squadre a Pechino 2022);
  - 1 bronzo (doppio a Pechino 2022).

### Mondiali
- 8 medaglie:
  - 2 ori (gara a squadre a Schönau am Königssee 2021; staffetta mista doppio a Whistler 2025);
  - 4 argenti (gara a squadre a Winterberg 2019; doppio, doppio sprint ad Altenberg 2024; gara a squadre a Whistler 2025);
  - 2 bronzi (doppio, doppio sprint a Winterberg 2019).

### Europei
- 5 medaglie:
  - 3 ori (gara a squadre a Lillehammer 2020; doppio, gara a squadre ad Innsbruck 2024);
  - 2 argenti (gara a squadre a Schönau am Königssee 2017; doppio a Lillehammer 2020).

### Mondiali under 23
- 1 medaglia:
  - 1 oro (doppio ad Innsbruck 2017).

### Mondiali juniores
- 2 medaglie:
  - 2 ori (doppio, gara a squadre ad Innsbruck 2014).

### Europei juniores
- 2 medaglie:
  - 1 argento (doppio a Sigulda 2014);
  - 1 bronzo (gara a squadre a Winterberg 2012).

### Olimpiadi giovanili
- 1 medaglia:
  - 1 bronzo (gara a squadre a Innsbruck 2012).

### Coppa del Mondo
- Vincitore della classifica generale del doppio nel 2020/21 e nel 2023/24.
- Vincitore della classifica di specialità del doppio nel 2020/21 e nel 2023/24.
- Vincitore della classifica di specialità del doppio sprint nel 2020/21.
- 59 podi (32 nel doppio, 7 nel doppio sprint, 2 nelle staffette miste doppio, 18 nelle gare a squadre):
  - 20 vittorie (12 nel doppio, 2 nel doppio sprint, 6 nelle gare a squadre);
  - 20 secondi posti (8 nel doppio, 4 nel doppio sprint, 2 nelle staffette miste doppio, 6 nelle gare a squadre);
  - 19 terzi posti (13 nel doppio, 1 nel doppio sprint, 5 nelle gare a squadre).

#### Coppa del Mondo - vittorie
| Data             | Luogo                | Paese         | Disciplina                                                                               |
| ---------------- | -------------------- | ------------- | ---------------------------------------------------------------------------------------- |
| 24 novembre 2018 | Innsbruck            | Austria       | Doppio con Lorenz Koller                                                                 |
| 25 novembre 2018 | Innsbruck            | Austria       | Doppio sprint con Lorenz Koller                                                          |
| 2 febbraio 2019  | Altenberg            | Germania      | Doppio con Lorenz Koller                                                                 |
| 11 gennaio 2020  | Altenberg            | Germania      | Doppio con Lorenz Koller                                                                 |
| 19 gennaio 2020  | Lillehammer          | Norvegia      | Gara a squadre con Madeleine Egle, David Gleirscher e Lorenz Koller                      |
| 28 novembre 2020 | Innsbruck            | Austria       | Doppio con Lorenz Koller                                                                 |
| 29 novembre 2020 | Innsbruck            | Austria       | Doppio sprint con Lorenz Koller                                                          |
| 5 dicembre 2020  | Altenberg            | Germania      | Doppio con Lorenz Koller                                                                 |
| 3 gennaio 2021   | Schönau am Königssee | Germania      | Gara a squadre con Madeleine Egle, Nico Gleirscher e Lorenz Koller                       |
| 16 gennaio 2021  | Oberhof              | Germania      | Doppio con Lorenz Koller                                                                 |
| 21 novembre 2021 | Yanqing              | Cina          | Gara a squadre con Madeleine Egle, David Gleirscher e Lorenz Koller                      |
| 11 dicembre 2021 | Altenberg            | Germania      | Doppio con Lorenz Koller                                                                 |
| 18 dicembre 2021 | Innsbruck            | Austria       | Doppio con Lorenz Koller                                                                 |
| 13 gennaio 2024  | Innsbruck            | Austria       | Doppio con Wolfgang Kindl                                                                |
| 14 gennaio 2024  | Innsbruck            | Austria       | Gara a squadre con Madeleine Egle, Wolfgang Kindl, Jonas Müller, Selina Egle e Lara Kipp |
| 10 febbraio 2024 | Oberhof              | Germania      | Doppio con Wolfgang Kindl                                                                |
| 17 febbraio 2024 | Oberhof              | Germania      | Doppio con Wolfgang Kindl                                                                |
| 15 dicembre 2024 | Oberhof              | Germania      | Gara a squadre con Madeleine Egle, Wolfgang Kindl, Jonas Müller, Selina Egle e Lara Kipp |
| 15 febbraio 2025 | Pyeongchang          | Corea del Sud | Doppio con Wolfgang Kindl                                                                |
| 23 febbraio 2025 | Yanqing              | Cina          | Gara a squadre con Lisa Schulte, Wolfgang Kindl, Jonas Müller, Selina Egle e Lara Kipp   |

### Coppa del Mondo juniores
- Miglior piazzamento in classifica generale nel singolo: 10º nel 2011/12;
- Miglior piazzamento in classifica generale nel doppio: 6º nel 2013/14.

### Coppa del Mondo giovani
- Miglior piazzamento in classifica generale nel singolo: 3º nel 2010/11.